# Тагейрм
Тагейрм (гэльск. Taghairm) — в шотландском фольклоре оккультный ритуал, заключающийся в поджаривании чёрных кошек с целью призвать огромного чёрного кота по прозвищу «Большие уши», который даст правдивый ответ на любые вопросы и выполнит любое желание мучителя.
Густав Майринк описывает ритуал в своем романе «Ангел западного окна»:

…со мной была тележка с пятьюдесятью чёрными кошками… Я развёл костер и произнес ритуальные проклятия, обращённые к полной луне… Выхватил из клетки первую кошку, насадил её на вертел и приступил к тагейрму. Медленно вращая вертел, я готовил инфернальное жаркое, а жуткий кошачий визг раздирал мои барабанные перепонки в течение получаса, но мне казалось, что прошли многие месяцы, время превратилось для меня в невыносимую пытку. А ведь этот ужас надо было повторить еще сорок девять раз!.. Предощущая свою судьбу, кошки, сидевшие в клетке, тоже завыли, и их крики слились в такой кошмарный хор, что я почувствовал, как демоны безумия, спящие в укромном уголке мозга каждого человека, пробудились и теперь рвут мою душу в клочья… смысл тагейрма состоит в том, чтобы изгнать этих демонов, ведь они-то и есть скрытые корни страха и боли — и их пятьдесят!.. Две ночи и один день длился тагейрм, я перестал, разучился ощущать ход времени, вокруг, насколько хватало глаз, — выжженная пустошь, даже вереск не выдержал такого кошмара — почернел и поник…

Описания ритуала нередко встречаются и в прочих литературных источниках, в частности, «Владычице озера» Вальтера Скотта. Мифологический чёрный кот — есть не что иное, как Кат Ши (гэльск. Cat Sìth) — предположительно род обличья ведьм. Есть мнения, что слово так же означает «Призвание дьявола и исполнение самых сокровенных желаний».
Считается, что последняя подобная церемония была произведена в начале XVII века, о чем рассказывается в англ. London Literary Gazette за 1824 год.